# Scrophularia viciosoi
Scrophularia viciosoi är en flenörtsväxtart som beskrevs av A. Ortega Olivencia och J.A. Devesa Alcaraz. Scrophularia viciosoi ingår i släktet flenörter, och familjen flenörtsväxter. Inga underarter finns listade i Catalogue of Life.